# Jay Gould II
Jay Gould II (New York, 1 september 1888 - Margaretville, 26 januari 1935) was een Jeu de paumespeler uit de Verenigde Staten. 
Gould nam tijdens de Olympische Zomerspelen 1908 deel aan Jeu de paume. Tijdens dit toernooi wist hij zonder setverlies de gouden medaille te winnen.
In 1914 werd Gould in het Amerikaanse Philadelphia wereldkampioen Jeu de paume.

## Erelijst
- 1908 –  Olympische Spelen in Londen Jeu de paume enkelspel